# NGC 5350
NGC 5350 (другие обозначения — UGC 8810, IRAS13512+4036, MCG 7-29-9, KUG 1351+406, MK 1485, ZWG 219.17, HCG 68C, PGC 49347) — спиральная галактика с перемычкой (SBbc) в созвездии Гончие Псы.
Этот объект входит в число перечисленных в оригинальной редакции «Нового общего каталога».